# Peter Andreasson
Sven Peter Andreasson, född 19 februari 1956 i Vimmerby, Kalmar län, är en svensk präst.

## Biografi
Peter Andreasson föddes 1956 i Vimmerby. Han är son till missionärer och blev präst i Svenska kyrkan 1983. Han har arbetat som sjukhuspräst i Umeå, kyrkoherde i Arvidsjaurs församling, beteendevetare på Kalmar läns landsting och studentpräst i Linköping. Andreasson blev 2011 kyrkoherde i Aneby pastorat. År 2021 blev han kontraktsprost för Smålandsbygdens kontrakt.